# Отец Браун (телесериал, 2013)
«Отец Бра́ун» (англ. Father Brown) — детективный сериал телеканала BBC One о католическом священнике, ведущем расследования в небольшой английской деревне в 1950-х годах. Главный персонаж и сюжеты некоторых серий частично основаны на произведениях Г. К. Честертона об отце Брауне. Сериал снимается в Котсуолдсе. Первая серия вышла в эфир 14 января 2013 года.
8 февраля 2022 года состоялась премьера спин-оффа сериала под названием «Расследование сестры Бонифации».

## Сюжет
Действие происходит в начале 1950-х годов в небольшой вымышленной английской деревне Кемблфорд в Котсуолде. Главный герой отец Браун, служащий приходским священником в католической Церкви святой Марии, увлекается раскрытием убийств с помощью не только наблюдательности и логики, но также и с пониманием человеческой природы.
Он пытается понять преступника и по возможности помочь ему осознать свой грех и покаяться. Часто он стремится к справедливости в отношении преступника или подозреваемого, иногда вопреки букве закона, например, когда узнаёт об обстоятельствах преступления на исповеди и строго соблюдает её тайну, даже несмотря на ещё не отменённую в Великобритании смертную казнь через повешение за такие тяжёлые преступления, как убийство. Своими расследованиями вызывает большое раздражение у полиции, которая часто арестовывает не того подозреваемого.
В различное время в раскрытии преступлений патеру помогают приходской секретарь миссис Маккарти, экономка Сьюзи Ясински, а также местная светская львица леди Фелисия Монтегю, её шофёр Сид Картер и племянница Банти Уиндермир.
| Сезон | Серии | Серии | Даты показа     | Даты показа     |
| Сезон | Серии | Серии | Первая серия    | Последняя серия |
| ----- | ----- | ----- | --------------- | --------------- |
| 1     | 10    | 10    | 14 января 2013  | 25 января 2013  |
| 2     | 10    | 10    | 6 января 2014   | 17 января 2014  |
| 3     | 15    | 15    | 5 января 2015   | 23 января 2015  |
| 4     | 10    | 10    | 4 января 2016   | 15 января 2016  |
| 5     | 15    | 15    | 23 декабря 2016 | 19 января 2017  |
| 6     | 10    | 10    | 18 декабря 2017 | 12 января 2018  |
| 7     | 10    | 10    | 7 января 2019   | 18 января 2019  |
| 8     | 10    | 10    | 6 января 2020   | 17 января 2020  |
| 9     | 10    | 10    | 3 января 2022   | 14 января 2022  |
| 10    | 10    | 10    | 6 января 2023   | 10 марта 2023   |
| 11    | 10    | 10    | 5 января 2024   | 8 марта 2024    |
| 12    | 10    | 10    | 10 января 2025  | 14 марта 2025   |

## В ролях
| Актёр              | Персонаж                            | Сезоны       | Сезоны       | Сезоны       | Сезоны       | Сезоны       | Сезоны       | Сезоны       | Сезоны       | Сезоны       | Сезоны       | Сезоны       | Сезоны       |
| Актёр              | Персонаж                            | 1            | 2            | 3            | 4            | 5            | 6            | 7            | 8            | 9            | 10           | 11           | 12           |
| ------------------ | ----------------------------------- | ------------ | ------------ | ------------ | ------------ | ------------ | ------------ | ------------ | ------------ | ------------ | ------------ | ------------ | ------------ |
| Марк Уильямс       | Отец Браун                          | Постоянно    | Постоянно    | Постоянно    | Постоянно    | Постоянно    | Постоянно    | Постоянно    | Постоянно    | Постоянно    | Постоянно    | Постоянно    | Постоянно    |
| Сорча Кьюсак       | Миссис Бриджит Маккарти             | Постоянно    | Постоянно    | Постоянно    | Постоянно    | Постоянно    | Постоянно    | Постоянно    | Постоянно    | Постоянно    |              |              |              |
| Нэнси Кэрролл      | Леди Фелисия Монтегю                | Постоянно    | Постоянно    | Постоянно    | Постоянно    | Гость        | Гость        | Гость        | Гость        | Гость        | Гость        | Гость        | Гость        |
| Алекс Прайс        | Сидни «Сид» Картер                  | Постоянно    | Постоянно    | Постоянно    | Постоянно    | Гость        | Гость        |              | Гость        | Постоянно    |              |              |              |
| Кася Колечек       | Зузанна «Сьюзи» Ясински             | Постоянно    |              |              |              |              |              |              |              |              |              |              |              |
| Хьюго Спир         | Инспектор Уолтер Валентайн          | Постоянно    | Гость        |              |              |              |              |              | Гость        |              |              |              |              |
| Кит Осборн         | Сержант Олбрайт                     | Периодически | Периодически |              |              |              |              |              |              |              |              |              |              |
| Том Чемберс        | Инспектор Эдгар Салливан            |              | Постоянно    | Постоянно    |              |              |              | Гость        | Гость        |              | Постоянно    | Постоянно    | Постоянно    |
| Джон Бартон        | Сержант Дэниел Гудфеллоу            |              | Периодически | Периодически | Периодически | Постоянно    | Постоянно    | Постоянно    | Постоянно    | Постоянно    | Постоянно    | Постоянно    | Постоянно    |
| Джек Дим           | Инспектор Джеральд «Джерри» Мэллори |              |              |              | Постоянно    | Постоянно    | Постоянно    | Постоянно    | Постоянно    | Постоянно    |              |              |              |
| Эмер Кенни         | Пенелопа «Банти» Уиндермир          |              |              |              |              | Постоянно    | Постоянно    | Постоянно    | Постоянно    | Гость        |              |              |              |
| Джон Лайт          | Эркюль Фламбо                       | Периодически | Периодически | Периодически | Периодически | Периодически | Периодически | Периодически | Периодически | Периодически | Периодически | Периодически | Периодически |
| Руби-Мэй Мартинвуд | Бренда Палмер                       |              |              |              |              |              |              |              |              | Гость        | Постоянно    | Постоянно    | Постоянно    |
| Клоди Блэкли       | Миссис Изабель Дивайн               |              |              |              |              |              |              |              |              |              | Постоянно    | Постоянно    | Постоянно    |

- Марк Уильямс — отец Браун (англ. Father Brown, иногда патер Браун), приходской католический священник, который любит раскрывать преступления, очень умный, наблюдательный и сопереживающий человек. Он ветеран Первой и Второй мировых войн, служивший в Глостерширском полку в обеих войнах (в качестве пехотинца в Первой и в качестве капеллана во Второй).
- Сорча Кьюсак — миссис Бриджит Маккарти (урожд. Магуайр; англ. Mrs Bridgette McCarthy, née Maguire), приходской секретарь, которая часто занята организационной работой. Отличается крайне традиционными и религиозными взглядами. Миссис Маккарти часто сплетничает.
- Нэнси Кэрролл[англ.] — леди Фелисия Монтегю (урожд. Уиндермир; англ. Lady Felicia Montague, née Windermere), одна из помощниц отца Брауна, светская львица, жена богатого землевладельца, она часто организовывает приходские и благотворительные мероприятия.
- Алекс Прайс[англ.] — Сидни «Сид» Картер (англ. Sidney "Sid" Carter), шофёр леди Фелисии, бывший торговец на чёрном рынке.
- Кася Колечек — Зузанна «Сьюзи» Ясински (англ. Zuzanna "Susie" Jasinski), домработница отца Брауна, работающая на основе частичной занятости и проживающая в послевоенном Лагере для польских переселенцев[англ.].
- Эмер Кенни — достопочтенная Пенелопа «Банти» Уиндермир (англ. The Honourable Penelope "Bunty" Windermere), своенравная племянница леди Фелисии, нуждающаяся в убежище после того, как была публично сфотографирована выходящей из сомнительного ночного клуба с женатым мужчиной и причастная к бракоразводному процессу.
- Хьюго Спир — инспектор Уолтер Валентайн (англ. Inspector Walter Valentine), опытный глава местной полиции, восхищался отцом Брауном и был рад с ним сотрудничать, даже обходя полицейские ограничения. Он с готовностью сотрудничал с ним, но периодически обжигался о неортодоксальный моральный кодекс отца Брауна. Тем не менее, он с уважением относится к дедуктивному методу отца Брауна и говорит, что после своего отъезда будет скучать по нему. В их следующую встречу в 10-й серии 8-го сезона Валентайн наедине вручил отцу Брауну подарок — самодельный полицейский значок с гравировкой собственной работы «Детектив отец Браун».
- Том Чемберс[англ.] — инспектор Эдгар Салливан (англ. Inspector Edgar Sullivan), заменил инспектора Валентайна, который во втором сезоне получил повышение и был направлен на службу в Лондон. Из-за своей приверженности правилам Салливан был не слишком рад, когда отец Браун вмешивается в расследования, но искренне уважал священника. После получения повышения так же переехал в Лондон. В их следующую встречу в 6-й серии 7-го сезона Салливан, которого работа на новом месте «многому научила», уже считает отца Брауна партнёром.
- Джек Дим[англ.] — инспектор Джеральд «Джерри» Мэллори (англ. Inspector Gerald "Gerry" Mallory), прибыл на смену Салливану, получившему повышение. Мэллори сильно раздражает отец Браун, которого он саркастически именует «падре», хотя позднее он проникается к священнику уважением, чего, однако, открыто не признаёт. В то же время он является очень ревностным и временами находчивым детективом, готовым до конца изучить одну версию событий преступления, даже если она его приведёт в тупик. Женат, есть дочь и сын.
- Кит Осборн — сержант Олбрайт (англ. Sergeant Albright, подчинённый инспекторов Валентайна и Салливана.
- Джон Бартон[англ.] — сержант Дэниел Гудфеллоу (англ. Sergeant Daniel Goodfellow), пришёл на смену Олбрайту, помогает инспекторам Салливану и Мэллори. Дружит с отцом Брауном, часто участвует в общественных мероприятиях. В 10-м сезоне стал инспектором.
- Джон Лайт[англ.] — Эркюль Фламбо (англ. Hercule Flambeau), антагонист отца Брауна, ловкий похититель ювелирных изделий и произведений искусства. Имеет дочь Марианну Делакруа (Джина Брэмхилл), искусствоведа, унаследовавшую от отца воровской талант.
- Руби-Мэй Мартинвуд — Бренда Палмер (англ. Brenda Palmer), молодая женщина, которая становится новой экономкой в отца Брауна. Впервые появилась в 8-й серии 9 сезона.
- Клоди Блэкли[англ.] — миссис Изабель Дивайн (англ. Mrs. Isabel Devine), вдова, любительница детективных историй, которая приходит на замену миссис Маккарти на посту секретаря прихода. Находится в отношениях с главным инспектором Салливаном.

## Отзывы и критика
Обозреватель газеты Daily Mail Кристофер Стивенс назвал сериал одним из лучших на 2014 год на телевидении. Он отметил моральный аспект серий и продуманный сценарий.
В свою очередь кинообозреватель католического сетевого издания Crux Стивен Грейданус отметил, что в «Отце Брауне» немного осталось от первоисточника. Истории, на которых основан сериал, рассказывают об отце Брауне, который раскрывает преступления, путешествуя по всему миру в 1920-х годах. В шоу действие было перенесено в 1950-е годы, отец Браун получил постоянный приход в английской деревне и типичных для детективов помощников, из-за чего по атмосфере сериал напоминает «Мисс Марпл» и «Чисто английские убийства». По мнению Грейдануса, отец Браун Марка Уильямса скорее лёгкий символ веры для светского постмодернистского зрителя, чем связующее звено между католичеством, англиканством и модернистским читателем, каким он является в первоисточнике. В шоу уделяется внимание проблемам феминизма и гомосексуализма, хотя эта тематика чужда рассказам Честертона. Грейданус отмечает, что в отличие от Честертона, который пытался испытать читателя своими историями, новое шоу пытается только нравиться. Однако критик положительно отметил выбор актёра для главной роли.
Серии первого сезона сериала смотрели более двух миллионов человек.

## Трансляции
Право на трансляцию «Отца Брауна» было приобретено более чем пятьюдесятью вещательными компаниями по всему миру, включая австралийскую ABC, шведскую — TV8, датскую — DR, исландскую — RUV и российскую — ТВ Центр.